# For Sale

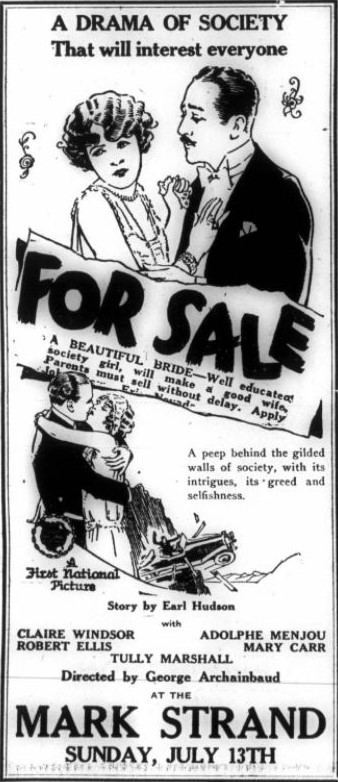
Annonce pour le film.

For Sale est un film américain réalisé par George Archainbaud et sorti en 1924.

## Synopsis
Eleanor Bates, fille d'une famille bourgeoise, accepte la demande ferme de ses parents de ne pas épouser son amoureux, Allan Penfield, tant qu'il n'aura pas obtenu une bonne situation financière. Le père d'Eleanor, confronté à la crise économique, fait alors un usage illicite des fonds appartenant à Joseph Hudley et, pour se sauver du déshonneur, persuade Eleanor d'épouser Cabot Stanton, un jeune homme riche. Mais avant le mariage, Cabot se tue dans un accident de voiture ; Hudley lui-même s'intéresse alors à Eleanor, et la persuade de se fiancer avec lui.

## Fiche technique
- Réalisation : George Archainbaud
- Scénario : Fred Stanley d'après une histoire d'Earl Hudson
- Photographie : Ted McCord
- Montage : George McGuire
- Genre : Mélodrame[1]
- Production : Associated First National Pictures
- Distributeur : Associated First National Pictures
- Durée : 80 minutes
- Date de sortie : 15 juin 1924

## Distribution
- Claire Windsor : Eleanor Bates
- Adolphe Menjou : Joseph Hudley
- Robert Ellis : Alan Penfield
- Mary Carr : Mrs. Harrison Bates
- Tully Marshall : Harrison Bates
- John Patrick : Cabot Stanton

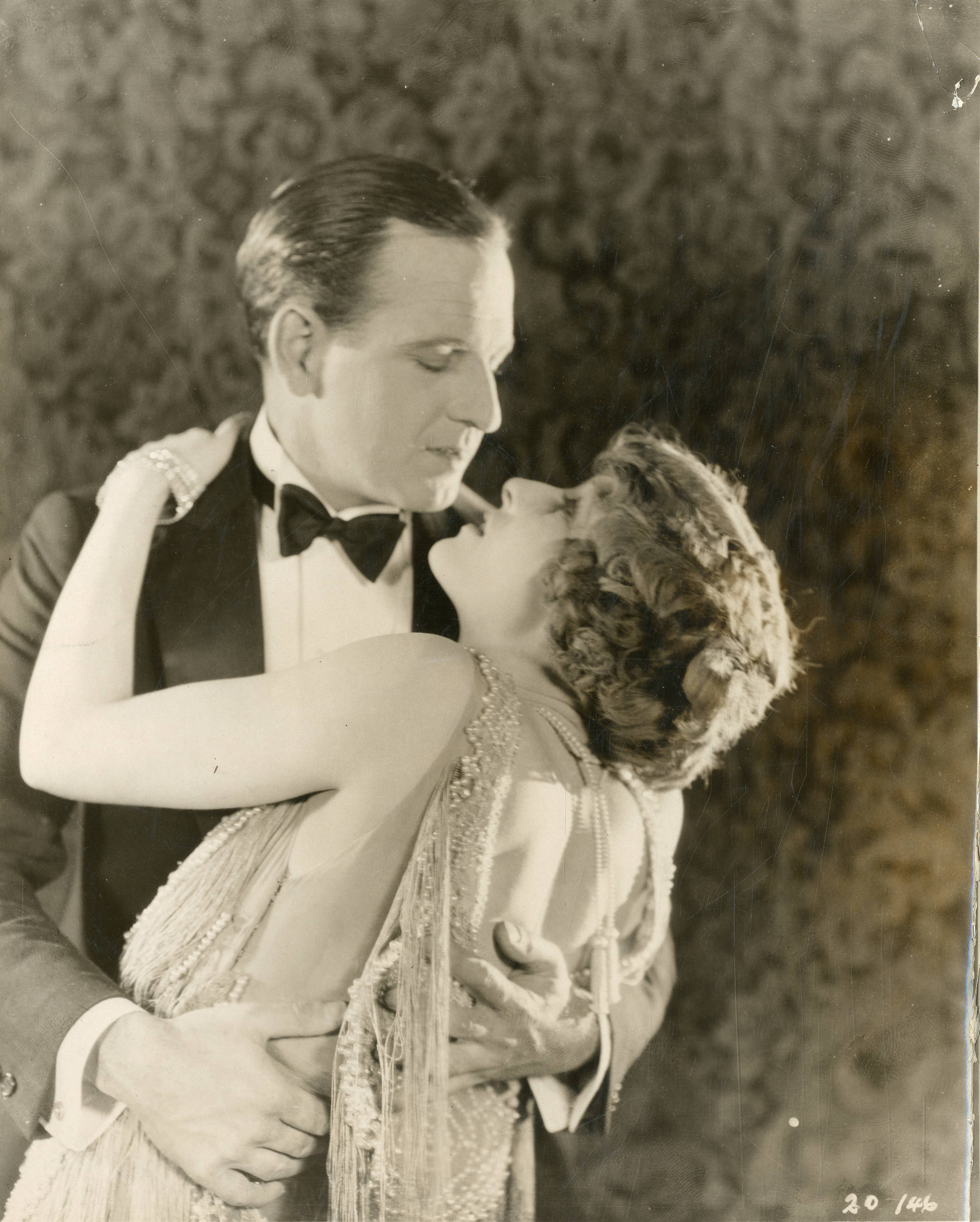
Claire Windsor et Robert Ellis dans le film.

- Vera Reynolds : Betty Twombly-Smith
- Jule Power : Mrs. Twombly-Smith
- Louis Payne : Mr. Twombly-Smith
- Phillips Smalley : Mr. Winslow
- Christine Mayo : Mrs. Winslow
- Jean Vachon : The Flapper
- George Irving : Eric Porter
- Frank Elliott : Sir John Geddes
- Frank Finch Smiles : Butler
- Marga Rubia Levy : Demimondaine